# Lista orașelor din Cipru

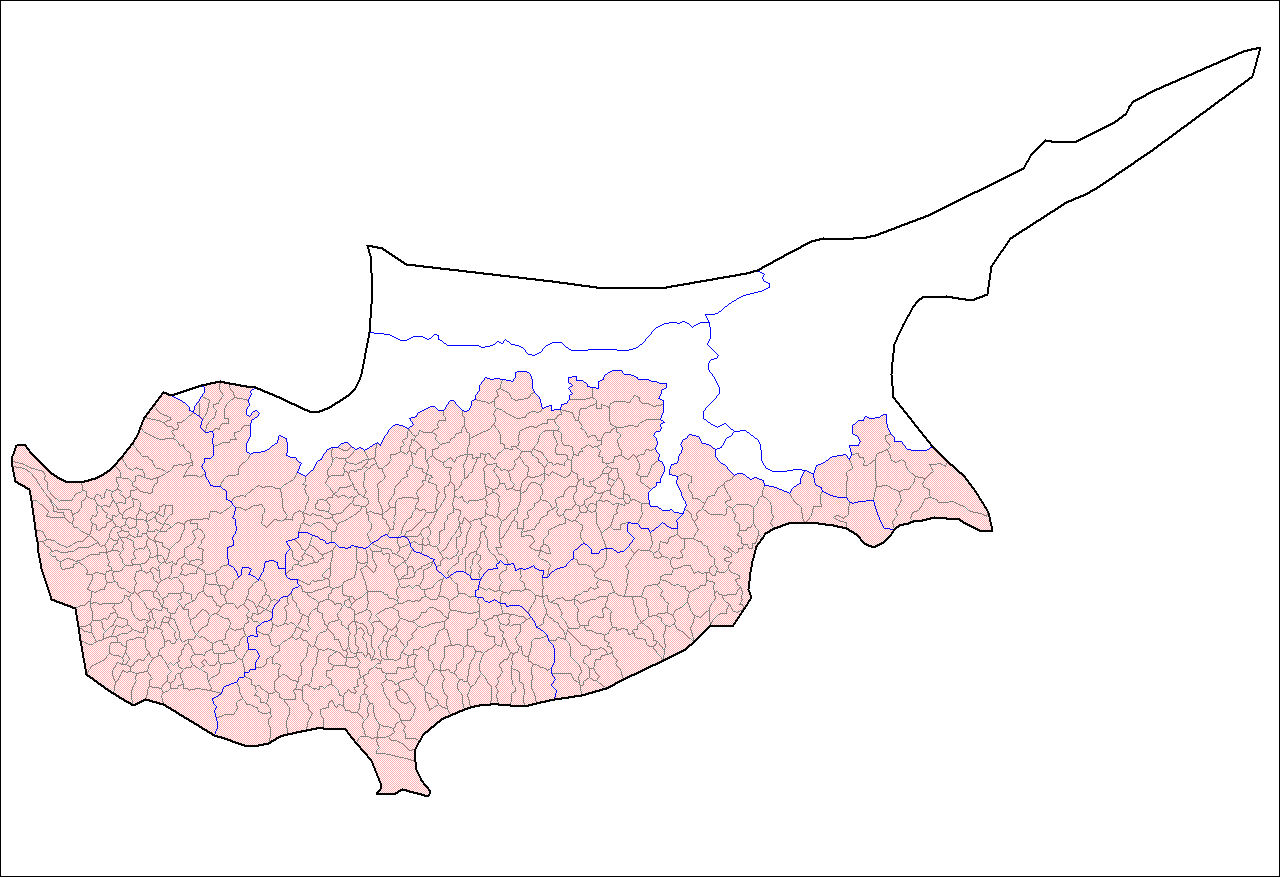

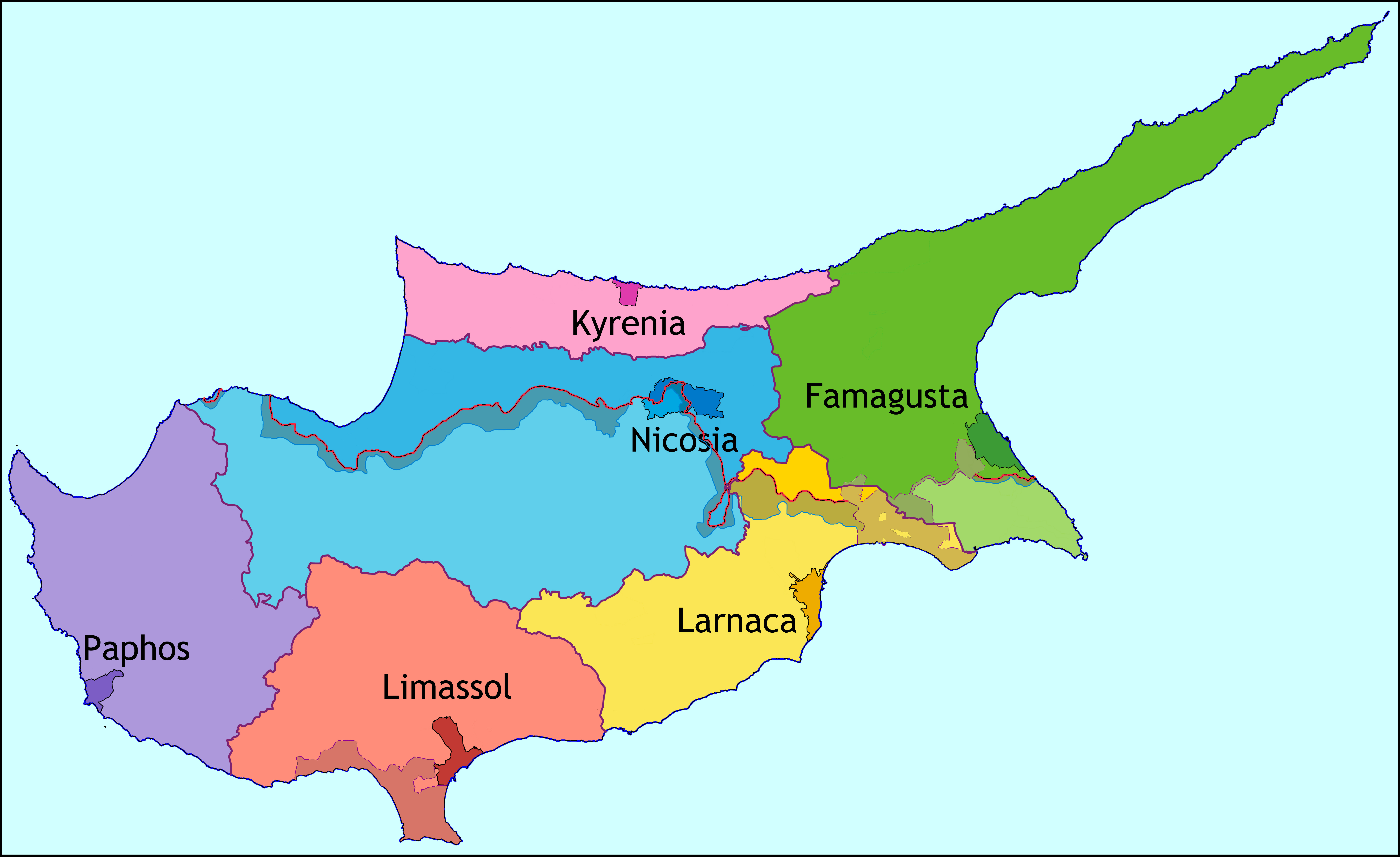

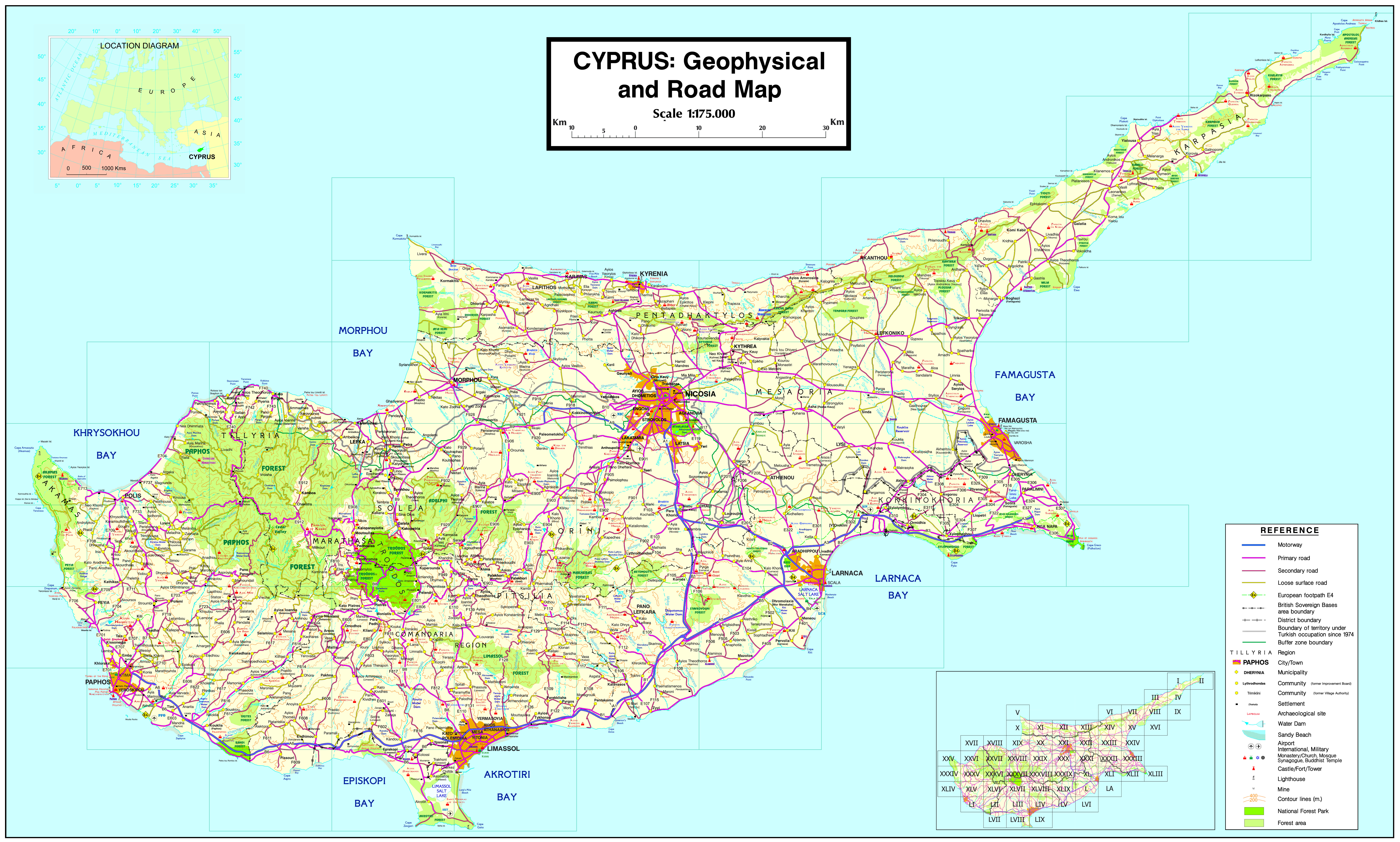

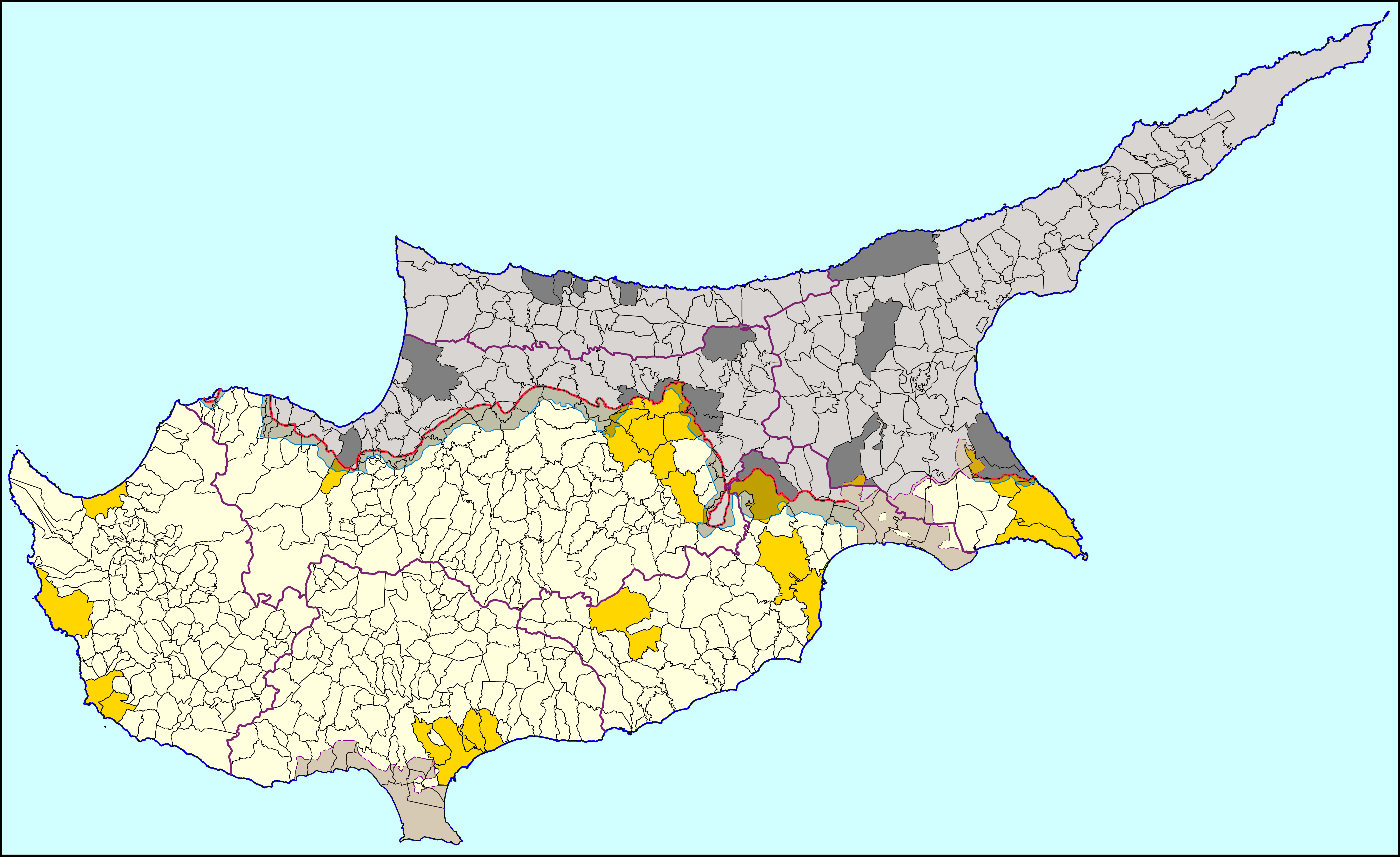

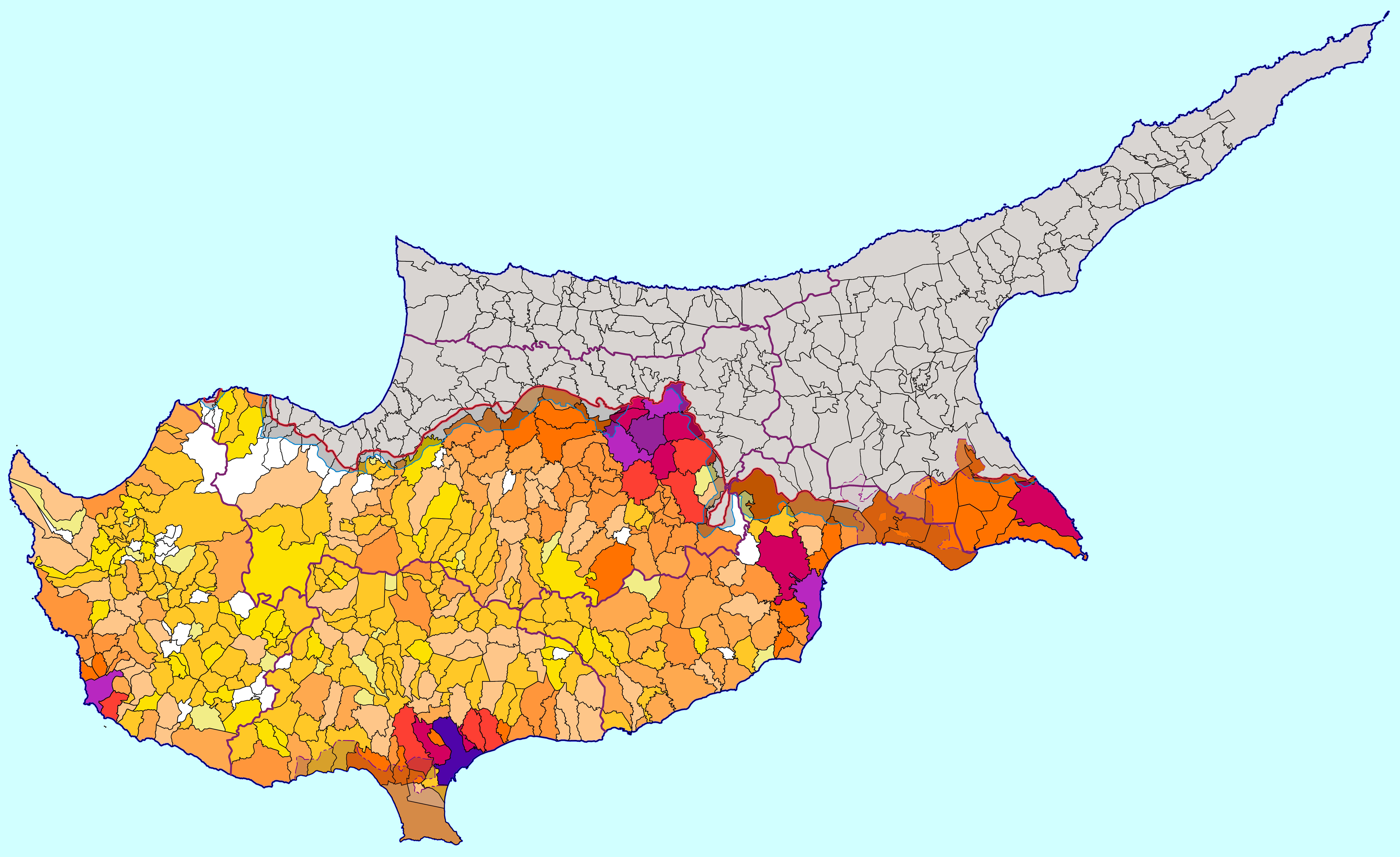

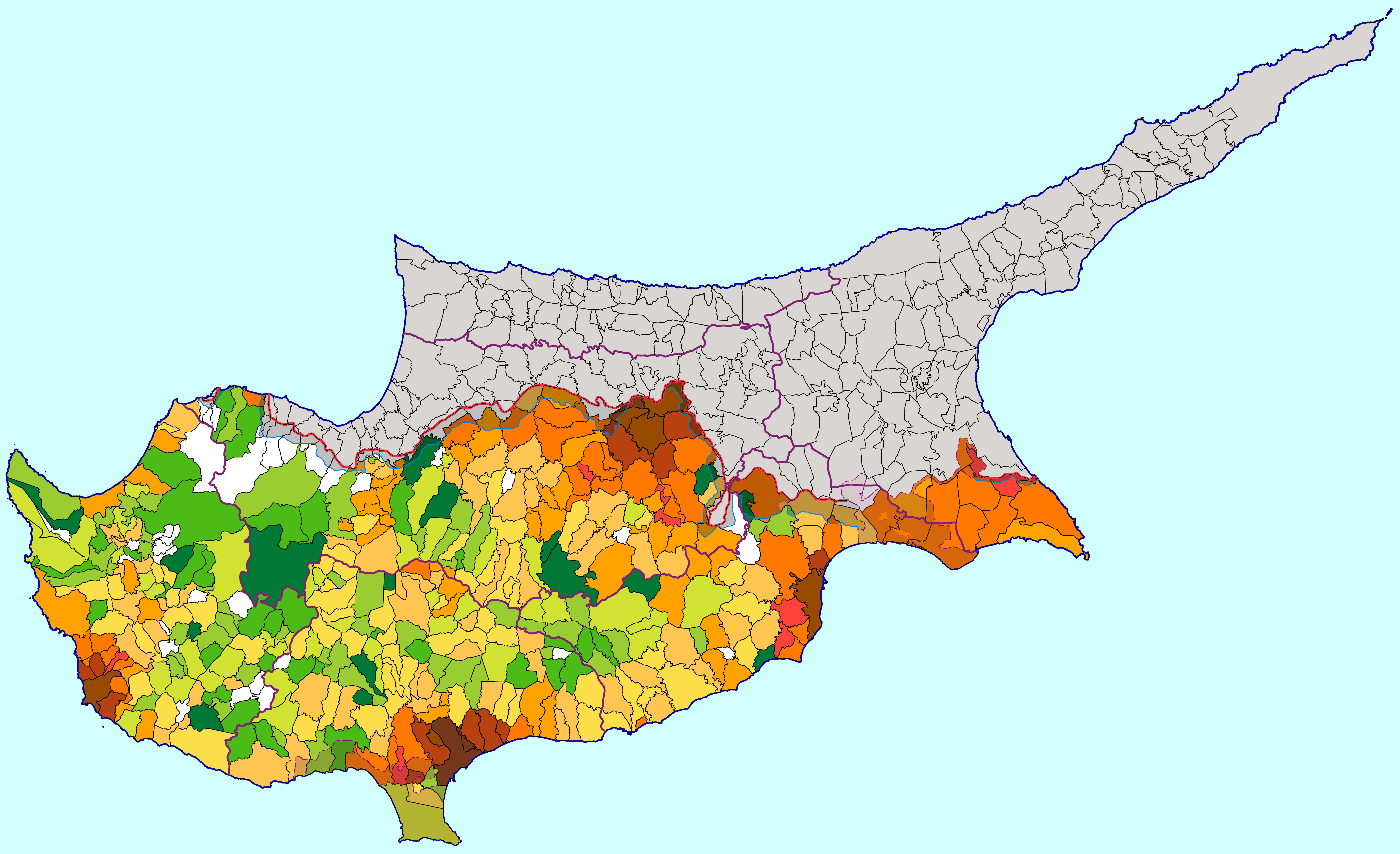

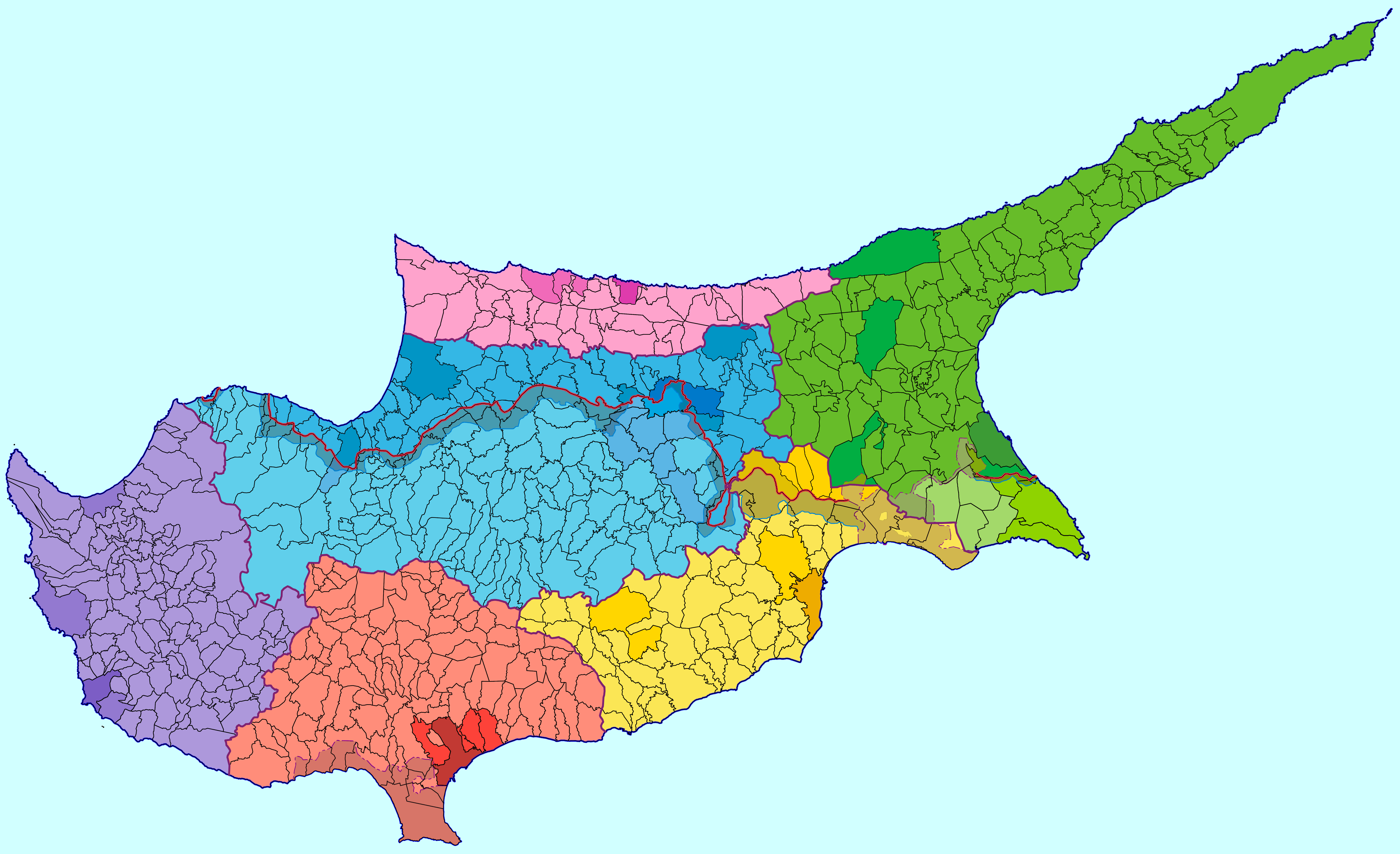

Aceasta este o listă a orașelor din Cipru.

## Capitale de district
- Famagusta, greacă: Αμμόχωστος (Ammochostos), turcă: Gazimağusa (în trecut: Mağusa, Magosa)
- Kyrenia, greacă: Κερύνεια (Keryneia), turcă: Girne
- Limassol, greacă: Λεμεσός (Lemesos), turcă: Limasol, Leymosun
- Larnaca, greacă: Λάρνακα (Larnaka), turcă: Larnaka, alte nume: Kart Hadasht, Kition (denumire veche). Denumirea „Skala” (turcă: İskele) este colocvial utilizată
- Nicosia, greacă: Λευκωσία (Lefkosia), turcă: Lefkoșa
- Paphos, greacă: Πάφος (Pafos), turcă: Baf/Kasaba/Gazi Baf. Vechea denumire greacă: Ktima

## Orașe și sate
- Achna, greacă: 'Αχνα, turcă: Düzce/Ahna
- Agia Marina greacă: Αγία Μαρίνα
- Agia Marinouda greacă: Αγία Μαρινούδα
- Agia Napa, greacă: Αγία Νάπα, turcă: Aya Napa
- Agia Varvara greacă: Αγία Βαρβάρα

- Agia Trias, greacă: Αγία Τριάς, turcă: Sipahi
- Agioi Trimithias, greacă: Αγίοι Τριμιθιάς
- Agios Dometios, greacă: Άγιος Δομέτιος, turcă: Metehan
- Agios Sozomenos, greacă: Άγιος Σωζόμενος
- Aglandjia (English: Agland-ja), greacă: Αγλαντζιά, turcă: Eğlence
- Akaki, greacă: Ακάκι, dialectul cipriot: Ακάτζι
- Akanthou, greacă: Ακανθού, turcă: Tatlısu
- Amargeti, greacă: Αμαργέτη
- Akrotiri greacă: Ακρωτήρι, turcă: Agrotur/Ağrotur
- Amathous greacă: Αμαθούς
- Anarita, greacă: Αναρίτα
- Apostolos Andreas, greacă: Απόστολος Ανδρέας, turcă: Zafer Burnu
- Argaki, greacă: Αργάκι
- Assia, greacă: Άσσια
- Asinou, greacă: Ασίνου
- Askas, greacă: Ασκάς
- Astromeritis, greacă, Αστρομερίτης
- Athienou, greacă: Αθηαίνου
- Bellapais, greacă: Μπελλαπάις (Mpellapaïs), turcă: Bellabayıs, Beylerbeyi

- Buffavento, greacă: Βουφαβέντο, turcă: Bufavento
- Chirokitia greacă: Χοιροκοιτία, ancient name Khirokitia
- Chloraka greacă: Χλώρακα
- Dali, greacă: Δάλι
- Dasaki tis Achnas, greacă: Δασάκι της Άχνας
- Deryneia, greacă: Δερύνεια, turcă: Derinya
- Drousia, greacă: Δρούσια
- Dhekelia, greacă: Δεκέλεια, turcă: Dikelya
- Episkopi, Limassol, greacă:Επισκοπή , turcă: Piskobu/Yalova/Piskopi
- Ergates, greacă: Εργάτες
- Evrychou, greacă: Ευρύχου
- Galata, greacă: Γαλάτα
- Gerakies, greacă: Γερακιές
- Geri, greacă: Γέρι
- Gerolakkos, greacă: Γερόλακκος, turcă: Alayköy

- Geroskipou greacă: Γεροσκήπου
- Gialousa, greacă: Γιαλούσα, turcă: Yeni Erenköy / Maltepe
- Giolou, greacă: Γιoλού

- Idalium, greacă: Ιδάλιον
- Inia, greacă: Ίνια
- Kaimakli, greacă: Καϊμακλί, turcă: Büyük Kaymaklı
- Kakopetria, greacă: Κακοπετριά
- Kalavasos; greacă: Καλαβασός
- Kalopanagiotis, greacă: Καλοπαναγιώτης
- Kampia, greacă: Καμπιά
- Kambos, greacă: Κάμπος
- Kantou, greacă: Καντού
- Kapedes, greacă: Καπέδες
- Kato Lefkara, greacă: Κάτω Λέυκαρα
- Kelia, greacă: Κελιά
- Kelokedara, greacă: Κελοκέδαρα
- Kilani, greacă: Κοιλάνι, turcă: Ceylan/Gilan
- Kissonerga, greacă: Κισσόνεργα
- Kiti, greacă: Κίτι
- Kophinou, greacă: Κοφίνου, turcă: Geçitkale (until 1974)
- Kokkina, greacă: Κόκκινα, turcă: Erenköy
- Kormakitis, greacă: Κορμακίτης, turcă: Koruçam/Kormacit
- Kornos, greacă: Κόρνος
- Kornokipos, greacă: Κορνόκηπος, turcă: Görneç
- Kouklia, greacă: Κούκλια, turcă: Kukla
- Kythrea, greacă: Κυθρέα, turcă: Değirmenlik
- Kyperounta, greacă: Κυπερούντα

- Lagoudera, greacă: Λαγουδερά
- Lambousa, greacă: Λαμπούσα
- Lapithos, greacă: Λάπηθος, turcă: Lapta

- Latsia, greacă: Λατσια, turcă: Laçça/Laçya

- Lefka, greacă: Λεύκα, turcă: Lefke
- Lefkoniko, greacă: Λευκόνοικο, turcă: Geçitkale (după 1974, datorită refugiaților din Kophinou)/Lefkonuk

- Leonarisso, greacă: Λεονάρισσο, turcă: Ziyamet
- Louroujina, greacă: Λουρουτζίνα, turcă: Akıncılar/Lurucina/Luricina
- Limnitis, greacă: Λιμνίτης, turcă: Yeșilırmak/Limnidi
- Lythrangomi, greacă: Λυθράγκωμη, turcă: Boltașlı
- Lythrodontas, greacă: Λυθροδόντας
- Malounta, greacă: Μαλούντα

- Mammari, greacă: Μάµµαρι
- Mandria, greacă: Μανδριά
- Maroni, greacă: Μαρώνι
- Mathiatis, greacă: Μαθιάτης
- Meniko, greacă: Μένικο
- Mia Milia, greacă: Μιά Μηλιά, turcă: Haspolat
- Milia, greacă: Μηλιά
- Milikouri, greacă: Μιλικούρι

- Miliou, greacă: Μηλιου

- Morphou, greacă:  Μόρφου (Morfu), turcă: Güzelyurt/Omorfo/Morfo
- Moutoullas, greacă: Μουτουλλάς
- Nata, greacă: Nατα
- Oikos, greacă: Οίκος
- Omorphita,greacă: Oμορφίτα, turcă: Küçük Kaymaklı
- Ormidia, greacă: Ορμήδεια
- Oroklini, greacă: Ορόκλινη
- Orounta, greacă: Ορούντα
- Pachna, greacă: Πάχνα
- Palaichori, greacă: Παλαιχώρι
- Panagia, greacă: Παναγιά
- Pano Lefkara, greacă: Πάνω Λέυκαρα
- Paralimni, greacă: Παραλίμνι
- Pedoulas, greacă: Πεδουλάς
- Pegeia, greacă: Πέγεια
- Pera Orinis, greacă: Πέρα Ορεινής
- Pera Pedi, greacă: Πέρα Πεδί
- Pera Chorio, greacă: Πέρα Χωριό
- Peristerona, greacă: Περιστερώνα
- Phyti, greacă Φυτη
- Pissouri, greacă: Πισσούρι
- Platanistasa, greacă: Πλατανιστάσα
- Platres, greacă: Πλάτρες
- Polis, greacă: Polis, turcă: Poli
- Politiko, greacă: Πολιτικό
- Pomos, greacă: Πωμός
- Potamos tou Kambou, greacă: Ποταμός του Κάμπου
- Protaras, greacă: Πρωταράς
- Psimolofou, greacă: Ψιμολόφου
- Pyla, greacă: Πύλα, turcă: Pile
- Pyrgos, greacă: Πύργος
- Rizokarpaso, greacă: Ριζοκάρπασο, turcă: Dipkarpaz/Karpaz. Denumire veche: Carpasia
- Silikou, greacă: Σιλίκου
- Strovolos, greacă: Στρόβολος
- Templos, greacă: Τέμπλος, turcă: Zeytinlik
- Trikomo, greacă: Τρίκωμο, turcă: İskele/Yeni İskele
- Troulloi, greacă: Τρούλλοι
- Tsakistra, greacă: Τσακίστρα
- Tseri greacă: Τσέρι
- Tymvou, greacă: Τύμπου, turcă: Ercan
- Xeros, greacă: Ξερός
- Xylofagou greacă: Ξυλοφάγου
- Xylotymbou greacă: Ξυλοτύμπου
- Vasilikos, greacă: Βασιλικός
- Varosia, greacă: Βαρώσια, turcă: Maraș (oraș părăsit; partea sudică a Famagustei)
- Vavla, greacă: Βαβλα
- Vouni, greacă: Βουνί
- Vretsia, greacă: Βρέτσια
- Vrysoules, greacă: Βρυσούλες
- Zodia greacă: Ζώδια, turcă: Zodya/Bostancı
- Zygi greacă: Ζύγι

## Situri istorice
- Amathus
- Antiphonitis (o biserică)
- Choirokoitia, denumire veche: Khirokitia
- Kantara Castle
- Khirokitia, acum redenumit în Choirokoitia
- Kourion
- St. Hilarion Castle: Κάστρο του Αγίου Ιλαρίωνα (greacă); Sent Hilaryon Kalesi (turcă)
- Salamis
- Soli
- Vouni: Βουνί (greacă) Vuni (turcă)

## Denumiri geografice
- Akamas turcă: Akama Yarımadası (a peninsula)
- Akrotiri Bay turcă: Limasol Körfezi/Ağrotur Körfezi
- Chrysochous Bay turcă: Hacısofu Körfezi/Hırsofu Körfezi
- Cape Apostolos Andreas turcă: Zafer Burnu/Apostol Andrea Burnu
- Cape Arnauti turcă: Arnavut Burnu
- Cape Greco (Cape Gkreko / Pidalio) turcă: Poyraz Burnu
- Cape Elaia turcă: Zeytin Burnu/Ayılı Burnu/Elya Burnu/İliya Burnu
- Cape Kiti turcă: Kite Burnu
- Cape Kormakitis turcă: Koruçam Burnu/Kormacit Burnu
- Cape Platoki turcă: Yassıburun/Ișıkburun
- Cape Zevgari turcă: İkizler Burnu/İkiz Burnu/İkizburun
- Episkopi Bay turcă: Piskobu Körfezi
- Famagusta Bay turcă: Mağusa Körfezi
- Karpass Peninsula turcă: Karpaz Yarımadası/Karpazia/Karpaz
- Kyparissovouno (a mountain)
- Kyrenia mountain range turcă: Girne Sıradağları/Cireneler
- Larnaca Bay turcă: Larnaka Körfezi/İskele Körfezi
- Mesaoria turcă: Mesarya/İçova (marile câmpii din estul Ciprului)
- Mount Olympus turcă: Olimpus Dağı
- Morphou Bay greacă: Κολπος Μορφου, Kolpos Morfou; turcă: Güzelyurt Körfezi)
- Pedhieos turcă: Kanlıdere/Kanlı Dere (cel mai lung râu al insulei)
- Pentadaktylos turcă: Beșparmaklar (Un munte. Ambele denumiri înseamnă Cele cinci degete)

- Pitsilia
- Tillyria turcă: Dillirga (zonă în NV Ciprului)
- Troodos Mountains turcă: Trodoslar (o grupă muntoasă)

### Dsitrictul Nicosiei
- Agia, Dilekkaya
- Agia Marina, Gürpınar
- Agios Vasillios, Türkeli
- Ammadies, Süleymaniye
- Ampelikou, Bağlıköy
- Angolemi, Tașpınar
- Argaki, Akçay
- Avlona, Gayretköy
- Beykoy, Beyköy
- Elia, Doğancı
- Epichio, Cihangir
- Exo Metochi, Düzova
- Fyllia, Serhatköy
- Galini, Ömerli
- Gerolakkos, Alayköy
- Kalo Chorio, Çamlıköy
- Kalo Chorio (Kapouti), Kalkanlı
- Kalyvakia, Kalavaç
- Kanli, Kanlıköy
- Kato Kopia, Zümrütköy
- Kato Zodia, Așağıbostancı/Așağı Bostancı
- Kazivera, Gaziveran
- Kioneli, Gönyeli
- Kokkina, Erenköy
- Kourou Monastiri, Çukurova
- Kyra, Mevlevi
- Kythrea, Değirmenlik
- Lefka, Lefke
- Louroukina, Akıncılar/Lurucina
- Loutros, Bademliköy
- Limnitis, Yeșilırmak
- Mandres, Hamitköy
- Masari, Șahinler
- Mia Milia, Haspolat
- Mora, Meriç
- Morfou, Güzelyurt/Omorfo
- Neo Chorio, Minareliköy
- Nikitas, Güneșköy
- Ortakoy, Ortaköy
- Palekythro, Balıkesir
- Pano Zodia, Yukarıbostancı/Yukarı Bostancı
- Pentagia, Yeșilyurt
- Peristeronari, Cengizköy
- Petra, Tașköy
- Petra tou Digeni, Yeniceköy
- Potamos tou Kampou, Yedidalga
- Prastio, Aydınköy
- Pyrogi, Gaziler
- Skylloura, Yılmazköy
- Syrianochori, Yayla
- Trachoni, Demirhan
- Tymvou, Kırklar
- Tymvou Airport, Ercan Havaalani
- Voni, Gökhan
- Xeros, Gemikonağı
- Xerovounos, Yukarıyeșilırmak

### Districtul Kyreniaei
- Agia Irini, Akdeniz
- Agios Amvrosios, Esentepe
- Agios Epiktios, Çatalköy
- Agios Ermolaos, Șirinevler
- Agios Georgios, Karaoğlanoğlu
- Agirta, Ağırdağ
- Agridaki, Alemdağ
- Asomatos, Özhan
- Belapais, Beylerbeyi/Belabayıs
- Charchia, Karaağaç
- Diorios, Tepebașı
- Elia, Yeșiltepe
- Fota, Dağyolu
- Ftericha, Ilgaz
- Kalogrea, Bahçeli
- Kampyli, Hisarköy
- Karakoumi, Karakum
- Karmi, Karaman
- Karpasia, Karpașa/Kırpașa/Karpaz
- Kato Dikomo, Așağıdikmen/Așağı Dikmen
- Kazafani, Ozanköy/Kazafana
- Kepini, Arapköy
- Kerynia, Girne
- Komurcu, Kömürcü
- Kontemenos, Kılıçaslan
- Kormakitis, Koruçam/Kormacit
- Koutoventis, Güngör
- Krini, Pınarbașı
- Lapithos, Lapta
- Larnakas, Kozan
- Livera, Sadrazamköy
- Motides, Alsancak
- Myrtou, Çamlıbel
- Oga, Kayalar
- Paleosofos, Malatya
- Panagra, Geçitköy
- Pano Dikomo, Yukarıdikmen/Yukarı Dikmen
- Pentadaktylos, Beșparmaklar/Beșparmak Dağları
- Pileri, Göçeri
- Sikhari, Așağıtașkent/Așağı Tașkent
- Sysklipos, Akçiçek
- Templos, Zeytinlik
- Thermia, Doğanköy
- Trapeza, Beșparmak
- Trimithi, Edremit
- Vasilia, Karșıyaka
- Vouno, Yukarıtașkent/Yukarı Tașkent

### Districtul Famagusta
- Acheritou, Güvercinlik
- Achna, Düzce/Ahna
- Afania, Gaziköy
- Agia Trias, Sipahi
- Agios Andronios, Topçuköy
- Agios Andronikos, Yeșilköy
- Agios Chartion, Ergenekon
- Agios Efstathios, Zeybekköy
- Agios Georgios, Aygün
- Agios Iakovo, Altınova
- Agios Ilias, Yarköy
- Agios Nikolaos, Yamaçköy
- Agios Sergios, Yeniboğaziçi/Yeni Boğaziçi
- Agios Symeon, Avtepe
- Agios Theodoros, Çayırova
- Akanthou, Tatlısu
- Aloa, Atlılar
- Ammochostos, Mağusa/Gazimağusa
- Angastina, Aslanköy
- Ardana, Ardahan
- Arnadi, Kuzucuk
- Artemi, Arıdamı
- Assia, Pașaköy
- Avgolida, Kurtuluș
- Bogazi, Boğaz
- Davlos, Kaplıca
- Egkomi, Tuzla
- Eptakomi, Yedikonuk
- Flamoudi, Mersinlik
- Gaidouras, Korkuteli
- Galatia, Mehmetçik
- Galinoporni, Kaleburnu
- Gastria, Kelecik
- Genagra, Nergizli
- Gerani, Turnalar
- Gialousa, Yenierenköy/Yeni Erenköy
- Goufes, Çamlıca
- Gypsou, Akova
- Kalopsida, Çayönü
- Kiados, Serdarlı
- Kilanemos, Esenköy
- Knodara, Gönendere
- Koma tou Gialou, Kumyalı
- Komi Kepir, Büyükkonuk
- Kontea, Türkmenköy
- Kornokipos, Görneç
- Korovia, Kuruova
- Kouklia, Köprülü
- Kridia, Kilitkaya
- Lapathos, Sınırüstü
- Lefkoniko, Geçitkale
- Leonarisso, Ziyamet
- Limnia, Mormenekșe
- Livadia, Sazlıköy
- Lysi, Akdoğan
- Lythragkomi, Boltașlı
- Makrasyka, İncirli
- Mandres, Ağıllar
- Maratha, Muratağa
- Marathovounos, Ulukıșla
- Melanarka, Adaçay
- Melounta, Mallıdağ
- Millia, Yıldırım
- Monagra, Boğaztepe
- Mousoulita, Kurudere
- Neta, Tașlıca
- Ovgoros, Ergazi
- Patriki, Tuzluca
- Pergamos, Beyarmudu
- Peristerona, Alaniçi
- Perivolia tou Trikomou, Bahçeler/Bahçalar
- Platani, Çınarlı
- Platanissos, Balalan
- Prastio, Dörtyol
- Psyllatos, Sütlüce
- Pyrga, Pirhan
- Rizokarpaso, Dipkarpaz
- Santalaris, Sandallar/Șehitler
- Sinta, İnönü/Sinde
- Spathariko, Ötüken
- Strongylos, Turunçlu
- Stylli, Mutluyaka
- Tavros, Pamuklu
- Trikomo, İskele
- Trypimeni, Tirmen
- Vasili, Gelincik
- Vatili, Vadili
- Vathylakas, Derince
- Vitsada, Pınarlı
- Vokolida, Bafra

### Districtul Larnaca
- Arsos, Yiğitler
- Melousia, Kırıkkale
- Tremetousia, Erdemli